# ¿Dónde está tu mujer?
¿Dónde está tu mujer? es una película de Argentina en blanco y negro dirigida por Gastón Mayol según el guion de C. F. Crámer que se estrenó el 21 de septiembre de 1940 y que tuvo como protagonistas a Emperatriz Carvajal, Félix Mutarelli y Otilia Ramos.

## Sinopsis
Para impresionar bien a un tío millonario, su sobrina simula ser la mucama de la casa y cuando llega la verdadera mucama, ésta se hace pasar por la esposa.

## Reparto
- Patricio Azcárate
- Emperatriz Carvajal
- Mario Mario
- Félix Mutarelli
- Otilia Ramos

## Comentario
El El Heraldo del Cinematografista opinó:

"Se ha pretendido realizar una comedia de enredo; género difícil para personas aficionadas, como parecen serlo los realizadores de ésta, en la que ni siquiera los actores profesionales logran desempeñarse con eficacia."